# Andrij Fedczuk
Andrij Fedczuk (ur. 12 stycznia 1980 w Kołomyi, zm. 15 listopada 2009 tamże) – ukraiński bokser, brązowy medalista Igrzysk Olimpijskich 2000 w kategorii półciężkiej. Zginął w wypadku komunikacyjnym, niedaleko Kołomyi.

## Kariera amatorska
W 2000 r., Fedczuk zdobył brązowy medal na Igrzyskach Olimpijskich w Sydney, rywalizując w kategorii półciężkiej. W 1/16 finału pokonał reprezentanta Maroko Azziza Raguiga przez RSCOH w 3. starciu. W 1/8 finału rywalem Ukraińca był Charles Adamu, reprezentant Ghany. Ukrainiec wygrał ten pojedynek na punkty (13:5), awansując do ćwierćfinału. W ćwierćfinale, Fedczuk pokonał po dogrywce reprezentanta Indii Gurcharana Singha (+12:12). W półfinale zmierzył się z Czechem Rudolfem Krajem, z którym przegrał na punkty (7:11), odpadając z turnieju.
W 2004 r., Fedczuk zdobył brązowy medal na Mistrzostwach Europy w Puli, walcząc w kategorii półciężkiej. W 1/16 finału pokonał przez RSCO w 3. starciu reprezentanta Mołdawii Nicolae Sircu. W 1/8 finału pokonał Greka Heliasa Pavlidisa na punkty (20:12), awansując do ćwierćfinału. W ćwierćfinale pokonał reprezentanta Armenii Artaka Malumyana na punkty (37:23), mając zapewniony brązowy medal i udział na Igrzyskach Olimpijskich w Atenach. W półfinale, Fedczuk przegrał na punkty (16:30) z Chorwatem Marijo Šivolija, zdobywając brązowy medal. Podczas Igrzysk Olimpijskich w Atenach Fedczuk odpadł w swojej 2. walce, gdzie pokonał go Chińczyk Lei Yuping.

## Walki olimpijskie 2000 - Sydney
| Etap | Przeciwnik      | Wynik  |
| ---- | --------------- | ------ |
| 1/32 | Azize Raguig    | RSC-3  |
| 1/16 | Charles Adamu   | 13:15  |
| QF   | Gurcharan Singh | +12:12 |
| SF   | Rudolf Kraj     | 7:11   |

## Walki olimpijskie 2004 - Ateny
| Etap | Przeciwnik     | Wynik  |
| ---- | -------------- | ------ |
| 1/32 | Jitender Kumar | RSCI-2 |
| 1/16 | Lei Yuping     | 7:19   |